# Ophthalmotilapia boops
Ophthalmotilapia boops är en fiskart som först beskrevs av Boulenger, 1901.  Ophthalmotilapia boops ingår i släktet Ophthalmotilapia och familjen Cichlidae. IUCN kategoriserar arten globalt som livskraftig. Inga underarter finns listade i Catalogue of Life.